# 남동생 (2010년 영화)
《남동생》(일본어: おとうと 오토우토[*])는 2010년 1월 30일에 개봉한 야마다 요지 감독의 일본 영화이다. 2010년 2월 11일 개최되는 제60회 베를린 국제 영화제에서 폐막 상영됐다.

## 출연

### 주연
- 아오이 유우
- 카세 료

### 조연
- 요시나가 사유리
- 사사노 타카시
- 이시다 유리코
- 코히나타 후미요
- 나카이 마사히로
- 쇼후쿠테이 츠루베
- 카토 하루코
- 코바야시 넨지
- 콘도 코엔
- 사토 가지로
- 모리모토 레오
- 키무라 미도리코
- 요코야마 아키오
- 이케노 메다카
- 타나카 소타로
- 라사루 이시이

## 기타
- 조명: 와타나베 코이치